# The Professor
The Professor é um filme mudo de 1919 escrito, produzido, dirigido e protagonizado por Charles Chaplin. Vale dizer que este filme nunca foi totalmente realizado e nem sequer lançado por razões desconhecidas. Chaplin só filmou a sua primeira cena, que tem apenas 7 minutos e, após isso, acabou desistindo do projeto.
Atualmente, ela foi incluída no DVD de outro filme de Chaplin, Limelight.
Nela, Chaplin faz o conhecido truque das pulgas imaginárias pulando de um braço a outro. Ele a repetiria no filme Limelight, em que Calvero (personagem de Chaplin) treina as suas pulgas em uma de suas apresentações.

## Sinopse
Professor Bosco (Charles Chaplin) é um treinador de pulgas que acha um pequeno lugar para passar a noite.
Bosco pretende passar a noite bem, se não fosse pelas suas pulgas que carrega consigo e se o dormitório fosse individual.
Enquanto Bosco tenta dormir, suas pulgas saem acidentalmente de sua caixa e como tinha mais gente dormindo naquele lugar, aquilo se transforma em um pandemônio.
Bosco, assustado ao ver todas as pessoas do dormitório se coçando sem parar, dá um jeito de mandar as suas pulgas voltarem para a caixa usando as suas táticas de treinamento.
Após fazer as pulgas se acalmarem e voltarem para a caixa, Bosco toma mais cuidado desta vez e volta a dormir mas, uma de suas pulgas sai novamente de sua caixa para atormentar um cachorro que tinha entrado no dormitório. O cachorro acaba saindo do dormitório com a pulga junto e Bosco segundos depois, vendo que faltava uma pulga em sua caixa, fica desesperado e sai a sua procura. Pode-se dizer que ele deveria ter passado a noite inteira procurando por ela.

## Elenco
- Charles Chaplin - Professor Bosco
- Albert Austin
- Henry Bergman
- Loyal Underwood
- Tom Wilson
- Tom Wood

## Ficha técnica
- Estúdio: Chaplin Studios
- Distribuição: First National
- Direção: Charles Chaplin
- Roteiro: Charles Chaplin
- Produção: Charles Chaplin
- Fotografia: Roland Totheroh